# Frédéric Lani
 (janvier 2024).
 (janvier 2024).
Si vous disposez d'ouvrages ou d'articles de référence ou si vous connaissez des sites web de qualité traitant du thème abordé ici, merci de compléter l'article en donnant les références utiles à sa vérifiabilité et en les liant à la section « Notes et références ».
 (janvier 2024).
Frédéric Lani, né le 13 mai 1977 à Namur en Belgique, est un chanteur, guitariste, compositeur.

## Biographie
Il commence sa carrière dans les années 1990 en créant le groupe de blues Fred and the Healers. Le groupe remporte le 'Belgian Blues Prize' et enregistre son premier quatre titres en anglais Limited en 1996.
Ce disque sera rapidement suivi par First en 1997. Ce disque, auto-produit, mais dont les titres sont édités par Universal, se vend à 4000 exemplaires en quelques semaines, ce qui constitue une exception pour le style musical blues en Belgique. Cet épi-phénomène fera l'objet d'une manchette dans l'édition du Billboard du 16 mai 1998, page 51, de nombreux reportages de presse écrite, radio et télévisée (dont Conviviale Poursuite ou encore un reportage complet de 52 minutes tourné à l'occasion du Boogie Town Festival par la première chaîne nationale belge de langue française, la RTBF).
Le groupe sort son deuxième album I gotta Leave en 1998.
Fred & the Healers proposent un style plus musclé et abordable sur le troisième album Electerrified, produit en 2001 par Mercury Universal (Universal Belgique). Cet album se positionne raisonnablement dans les charts de la Communauté Française de Belgique malgré un style blues-rock pas nécessairement populaire. Organisée par l'agence Boogie Town de Frédéric Maréchal et Myriam Boone, la tournée de l'album verra le groupe fouler les planches de festivals tels que le Peer Rythm and Blues Festival, ou Couleur Café.
Frédéric Lani ouvre en 2003 une parenthèse blues alternative avec le groupe éphémère X3 (Bang Distribution). Le concept: reprendre des morceaux blues des années 1920 à 1950 (Blind Lemon Jefferson, Muddy Waters, Arthur Crudup…), les réactualiser pour les rendre accessibles à un public plus jeune. Pour cet album, Frédéric Lani est élu Namurois de l'année 2003 par la revue Confluent  dans la section jeunes talents.
En 2004 sort l'album Red (Bang Distribution), une œuvre plus personnelle. Fred dissout le groupe Fred and the Healers lors d'une soirée d'adieu à l'Ancienne Belgique.
Pendant 10 ans, le groupe joue notamment à l'Ancienne Belgique, au Botanique, au Spirit of 66. Le groupe fera de nombreux concerts en Belgique, France, Italie, Suisse, Pays-Bas et Canada.
En 2005, Fred poursuit son évolution musicale et repart en studio avec son nouveau groupe Fred Lani & Superslinger pour enregistrer un premier 4 titres.
En 2009, il compose et joue la musique du téléfilm Les Fausses Innocences  produit par AT-Productions, France 2 et RTBF, réalisé par André Chandelle avec dans le rôle principal Hélène de Fougerolles.
Entre 2005 et 2009, Frédéric joue de nombreux concerts.
Partant d'un style de blues-rock basé sur un jeu de guitare typé blues, Frédéric Lani s’est nourri d’influences diverses contemporaines menant à un registre davantage rock, voire pop. Le mélange mène souvent à une confrontation d'ambiances blues et de mélodies pop-rock.
En 2010, Frédéric Lani sort un nouvel album intitulé Second Life. La tournée de l'album permet notamment à la formation de jouer au festival Roots'n'Roses.
En décembre 2012, Frédéric Lani reforme Fred and the Healers avec un nouveau line-up: Nicolas Sand à la batterie et Cédric Cornez à la basse. Le premier concert officiel a lieu au Botanique en septembre 2013. Le nouvel album Hammerbeatmatic (et 5e album du groupe) sort à la fin mars 2014. Après avoir remporté le Belgian Blues Challenge, Fred and the Healers représente la Belgique lors de l'European Blues Challenge en avril 2014 à Riga. Le groupe fête ses 20 années d'existence à l'Ancienne Belgique le 12 mars 2015. En juin 2015, le groupe est invité à se produire lors du 20e anniversaire du Spirit of 66, club mythique belge.

## Discographie

### Divers
- 2020 : EP Solo Fred Lani - "One Week Records" - Produced by Magnet records
- 2016 : Accompagnement sur Small Bowl, EP de Bertrand Lani.
- 2012 : Coproduction de It Gets Bluer in a While, premier album solo de Bertrand Lani. Également guitares et autres accompagnements.
- 2010 : Accompagnement sur Day Off, de Roman, artiste français[3].
- 2004 : accompagnement sur Not correct de Charles Schillings[4].

### Avec Superslinger
- 2010 : Second Life - Oompah Beat records[5] / Line-up: Fred Lani (Guitar - Vocals), Bertrand Lani (Guitar - Vocals), Gerry "Purple Fever" Fiévé (Drums), RC Stock (Bass)

Charts - ULTRATOP Belgian Albums Best Pos. 18 - Weeks: 1
- 2005 : Superslinger - Oompah Beat Records / Line-up: Fred Lani (Guitar - Vocals), Bertrand Lani (Guitar - Vocals), Gerry "Purple Fever" Fiévé (Drums), RC Stock (Bass)

### Avec X3
- 2003 : X-Three - Bang Distribution - Oompah Beat Records / Line-up: Fred Lani (Guitar - Vocals), Willy "Wuff" Maze (Drums), RC Stock (Upright Bass)

### Avec Fred & The Healers
- 2025 : No Escape - Oompah Beat Records - Team 4 Action & Grooveering / Line-up: Fred Lani (Guitar - Vocals), Nicolas Sand (Drums), Bertrand Lani (Bass), produit par Walter Broes
- 2014 : Hammerbeatmatic - Oompah Beat Records - Team 4 Action & Music Avenue / Line-up: Fred Lani (Guitar - Vocals), Nicolas Sand (Drums), Cédric Cornez (Bass)

Charts - ULTRATOP Best Pos. 72 - Weeks: 14
- 2014 : Roots and Roses - Oompah Beat Records - Team 4 Action / Line-up: Fred Lani (Guitar - Vocals), Nicolas Sand (Drums), Cédric Cornez (Bass)
- 2014 : A Man for a Day - Oompah Beat Records - Team 4 Action / Line-up: Fred Lani (Guitar - Vocals), Nicolas Sand (Drums), Cédric Cornez (Bass)

Charts - ULTRATIP (Airplay) Best Pos. 36 - Weeks: 2
- 2004 : Red - Oompah Beat Records - Bang Distribution[6] / Line-up: Fred Lani (Guitar - Vocals), Bruno Castellucci (Drums), JM 'Papy X' Lani (Bass)

Charts - ULTRATOP Best Pos. 24 - Weeks: 11
- 2002 : Stayin’ out – Mercury Universal / Line-up: Fred Lani (Guitar - Vocals), Jérôme Boquet (Guitar), Axel Muller (Drums), JM 'Papy X' Lani (Bass)
- 2002 : Electerrified – Mercury Universal [7] / Line-up: Fred Lani (Guitar - Vocals), Jérôme Boquet (Guitar), Axel Muller (Drums), JM 'Papy X' Lani (Bass)

Charts - ULTRATOP Best Pos. 22 - Weeks: 8
- 1999 : Voodoo Family - Crossover, now Oompah Beat Records / Line-up: Fred Lani (Guitar - Vocals), Jérôme Boquet (Guitar), Axel Muller (Drums), JM 'Papy X' Lani (Bass)
- 1998 : I Gotta Leave - Crossover, now Oompah Beat Records / Line-up: Fred Lani (Guitar - Vocals), Jérôme Boquet (Guitar), Axel Muller (Drums), JM 'Papy X' Lani (Bass)
- 1998 : Lowland Blues Compilation - Donor
- 1997 : First - Kroko records, now Oompah Beat Records / Line-up: Fred Lani (Guitar - Vocals), Axel Muller (Drums), JM 'Papy X' Lani (Bass)
- 1996 : Limited - Oompah Beat Records / Line-up: Fred Lani (Guitar - Vocals), Marc Lhommel (Drums), JM 'Papy X' Lani (Bass)

## Filmographie
- 2018 : Bande originale du court métrage "Lenny à quatre epingles" - 2018 - de Jeremy Puffet
- 2011 : Musique pour le documentaire "Slameuses!" - 2011 - de Catherine Tissier - Morgane Production / France ô
- 2009 : Original Soundtrack (Frédéric Lani sur le site d'IMDb of the movie "Les Fausses Innocences" - 2009 - by André Chandelle - AT Productions / France 2, based on the book by Armel Job